# Кнорозок Любов Аркадіївна
Любов Аркадіївна Кнорозок (18 червня 1932, с. Нарва Красноярського краю, РФ — 6 липня 2008, Київ) — співачка (мецо-сопрано). Мати В. Кнорозка. Дипломантка Республіканського конкурсу (1962).
Навчалася у Київському музичному училищі (1951–52), закінчила Київську консерваторію (1958; кл. М. Єгоричевої), де відтоді була солісткою оперної студії. 1964–68 — учасниця оперного ансамблю київського Будинку актора УТТ. 1967–89 — солістка Київської філармонії. У 1960–80-х рр. — перша виконавиця творів багатьох українських композиторів. У репертуарі — арії з опер С. Гулака-Артемовського, М. Лисенка, М. Аркаса, а також М. Завалішиної, В. Кирейка, Ю. Мейтуса, П. Полякова, концертні й камерні солоспіви М. Лисенка, Я. Степового, В. Верменича, П. Гайдамаки, П. Глушкова, В. Годзяцького, В. Гомоляки, Л. Дичко, В. Довженка, І. Драго, М. Дремлюги, М. Жербіна, В. Кирейка, П. Козицького, А. Коломійця, О. Левицького, Г. Майбороди, Ф. Надененка, Ю. Рожавської, Т. Сидоренко-Малюкової, А. і В. Філіпенків, Б. Фільц, Ж. Бізе, Ш. Ґуно, С. Франка, Ф. Шопена, С. Монюшка та ін., обробки українських народних пісень. У середині 1970-х рр. разом із концертмейстером Н. Котлярською розшукала в архівах і виконала (деякі у власному українському перекладі) забуті й напівзабуті твори В. Заремби, Я. Лопатинського, Б. Підгорецького, Д. Січинського. У репертуарі — також сольні партії вокал.-симф. творів М. Лисенка (кантата «Радуйся, ниво неполитая»), П. Чайковського, Й.-С. Баха, В.-А. Моцарта, Л. ван Бетговена, Дж. Верді, Ґ. Малера. Здійснила низку записів у фонд Укр. радіо.